# Václav Eusebius Popel z Lobkovic
Václav Eusebius František kníže z Lobkowicz, zjednodušeným pravopisem z Lobkovic (německy Wenzel Eusebius Franz Fürst von Lobkowitz; 20. ledna 1609 Praha – 22. dubna 1677 Roudnice nad Labem) byl český šlechtic, vojevůdce a politik habsburské monarchie. Od mládí sloužil v císařské armádě a bojoval ve třicetileté válce. Ve vojsku dosáhl hodnosti polního maršála (1647) a díky svému původu v nejvyšší šlechtě se mezitím začal uplatňovat v diplomacii a u dvora. Zastával funkci prezidenta Dvorské válečné rady (1650–1665), poté byl císařským nejvyšším hofmistrem (1665–1674) a nakonec jako prezident Tajné rady prvním ministrem císaře Leopolda I. (1669–1674). Kvůli svým sympatiím k francouzskému králi Ludvíkovi XIV. byl v roce 1674 odvolán ze všech funkcí a formou domácího vězení internován na svém sídle v Roudnici nad Labem. Byl rytířem Řádu zlatého rouna a majitelem rozsáhlých panství v Čechách, Bavorsku a Slezsku. Na přestavbách svých sídel zaměstnával přední architekty své doby (Francesco Caratti, Carlo Lurago, Antonio della Porta) a přispěl tak ke vzniku řady barokních památek.

## Biografie

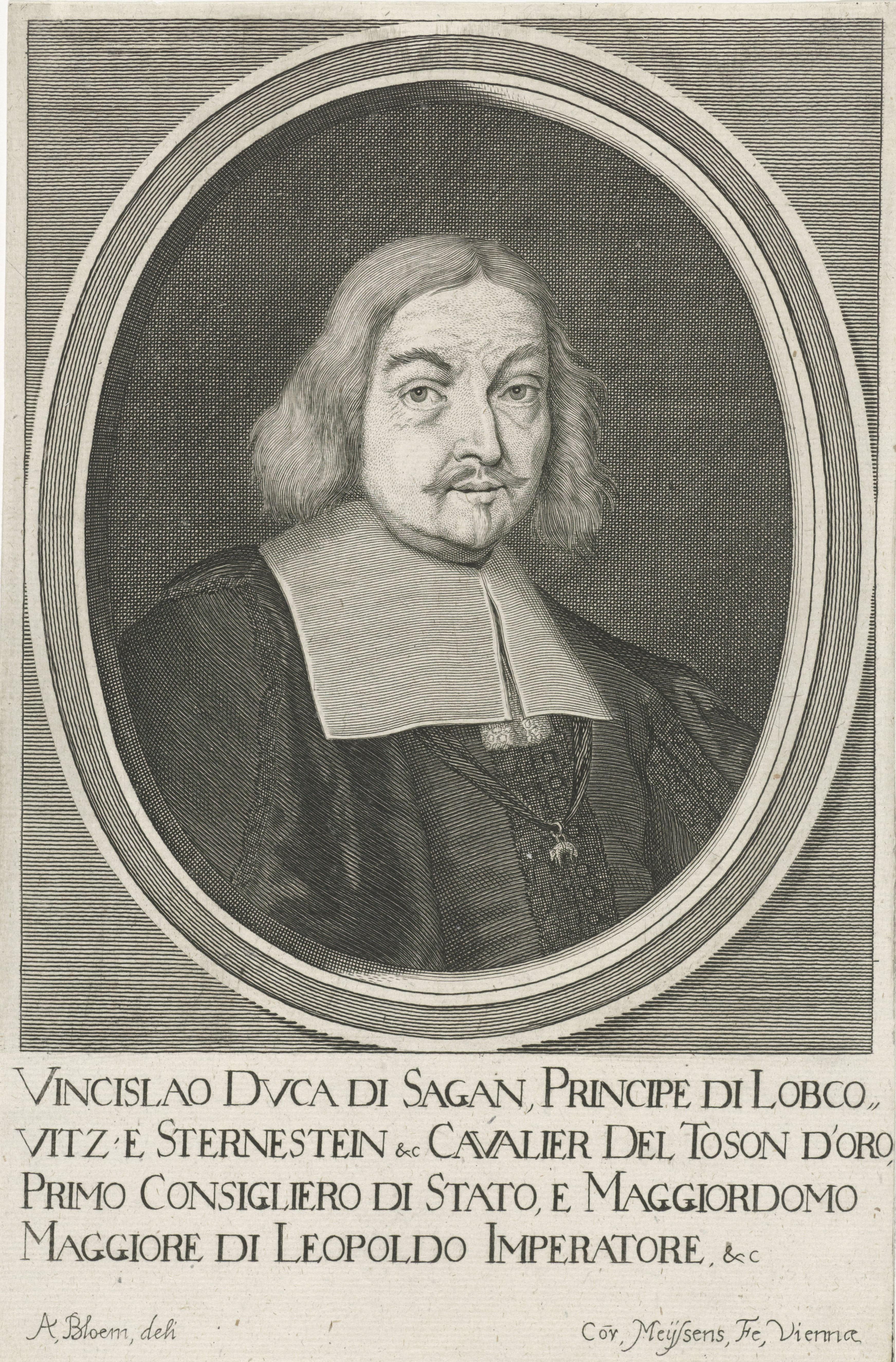
Kníže Václav Eusebius z Lobkovic (1670)

Pocházel ze starého českého rodu Lobkoviců, byl jediným synem nejvyššího kancléře Zdeňka Vojtěcha z Lobkovic (1568–1628) a jeho manželky Polyxeny, rozené z Pernštejna (1567–1642), vdovy po Vilémovi z Rožmberka. O významu, jaký mělo narození jediného potomka do rodiny nejvyššího kancléře, svědčí hned akt křtu, který proběhl o tři dny později. Křest provedl pražský arcibiskup Karel z Lamberka, mezi kmotry byli kníže Leopold Pasovský, španělský vyslanec Baltasar de Zúñiga, nejvyšší zemský sudí Adam mladší z Valdštejna nebo Polyxenin švagr Petr Vok z Rožmberka. Václav Eusebius strávil část dětství v Praze, po bitvě na Bílé hoře žil s rodiči ve Vídni a pohyboval se v prostředí císařského dvora. Ovládal několik jazyků, plynně mluvil česky a německy, matka Polyxena jej učila také italštinu a španělštinu. Mimo jiné navázal přátelství se stejně starým následníkem trůnu Ferdinandem, což pak významně ovlivnilo jeho kariéru. Svého otce doprovázel na cestách, například ke korunovaci do Šoproně (1622) nebo na říšský sněm v Řezně (1622). V roce 1623 se vrátil do Prahy a začal na univerzitě Karlově studovat práva. V roce 1627 se vydal na kavalírskou cestu do Itálie a vrátil se v roce 1628. Druhou část studijního pobytu absolvoval v roce 1630 nejprve v Bruselu, kde byl přijat u dvora místodržitelky Isabely Kláry, pobýval také v Gentu, Antverpách nebo Bruggách. Navštívil také Madrid, kde obdržel audienci u krále Filipa IV., a následně Londýn s přijetím u krále Karla I.

### Voják

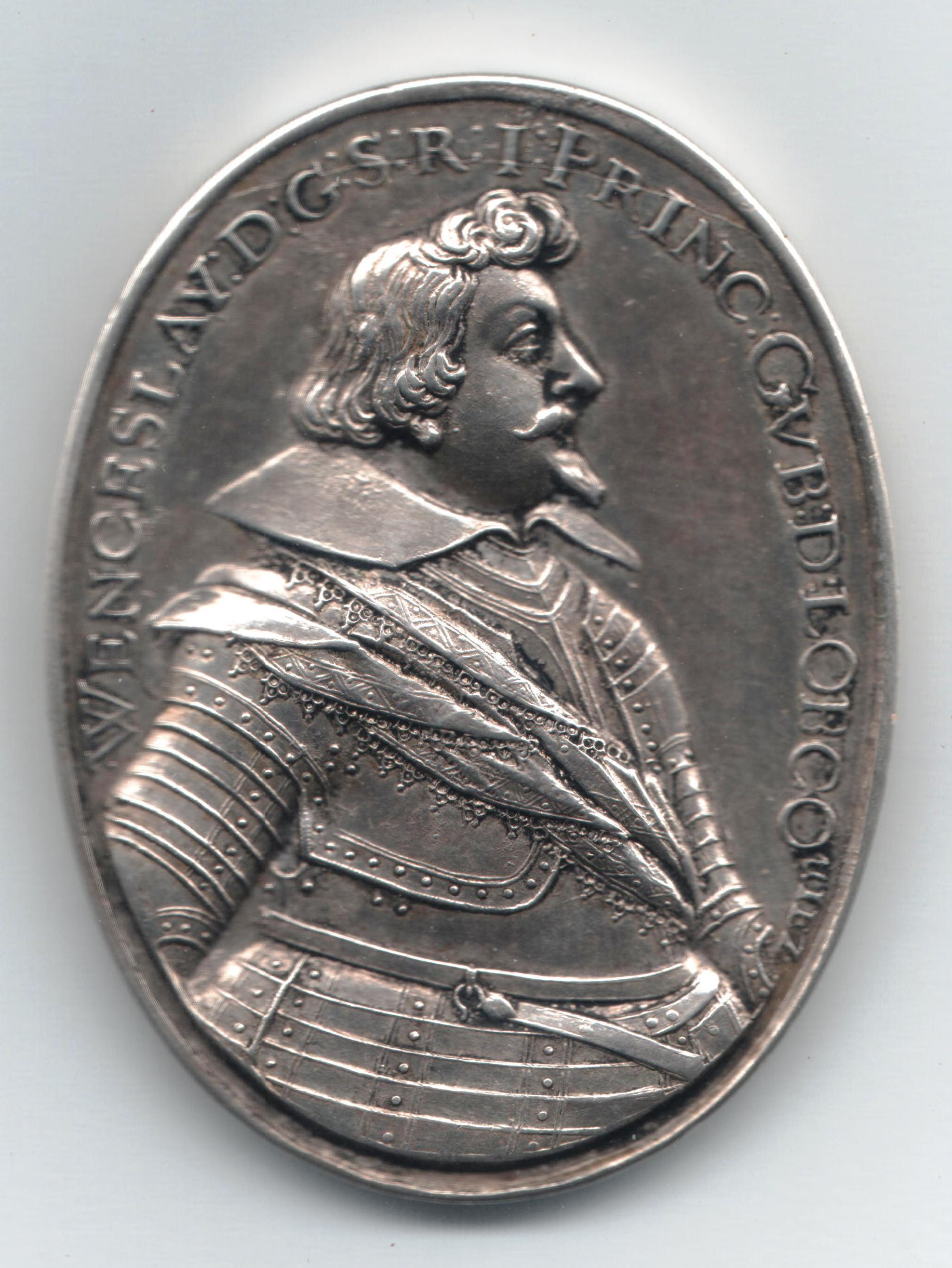
Medaile s vyobrazením knížete Václava Eusebia z Lobkovic z doby třicetileté války (sbírky Národního muzea v Praze)

Protože byl synem vysoce postavených rodičů a jediným dědicem velkého majetku, nikdo po něm nevyžadoval službu v armádě, sám Václav Eusebius ale účast ve válce považoval za otázku cti a prestiže. Hned po návratu z kavalírské cesty přijal hodnost velitele jednotky rejtarů (1631). Již o rok později byl plukovníkem, velitelem a majitelem vlastního regimentu složeného z arkebuzírů a kyrysníků (1632). Pod Albrechtem z Valdštejna se zúčastnil osvobozování Slezska, po Valdštejnově smrti přešel pod velení Jeronýma z Colloreda a bojoval na Dolním Rýně (1636). 
V roce 1636 byl povýšen do hodnosti generálního polního vachtmistra (Generalfeldwachtmeister = generálmajor) a zúčastnil se dalších bojů v Německu. V prosinci 1636 byl jmenován členem dvorské válečné rady a poté sloužil pod maršálem Gallasem. Byl pověřován také diplomatickými úkoly, v létě 1640 jednal se saským kurfiřtem Janem Jiřím I. a byl delegován k říšskému sněmu v Řezně. K datu 11. září 1640 byl povýšen do hodnosti polního zbrojmistra a nadále střídal službu v armádě a v diplomacii. V roce 1642 byl císařským komisařem u českého zemského sněmu v Praze. Od roku 1644 zastával funkci viceprezidenta Dvorské válečné rady a v roce 1645 bojoval v bitvě u Jankova. Zúčastnil se korunovace Ferdinanda IV. českým králem v Praze (1646) a v roce 1647 doprovázel do Prahy císaře Ferdinanda III. 

### Politik

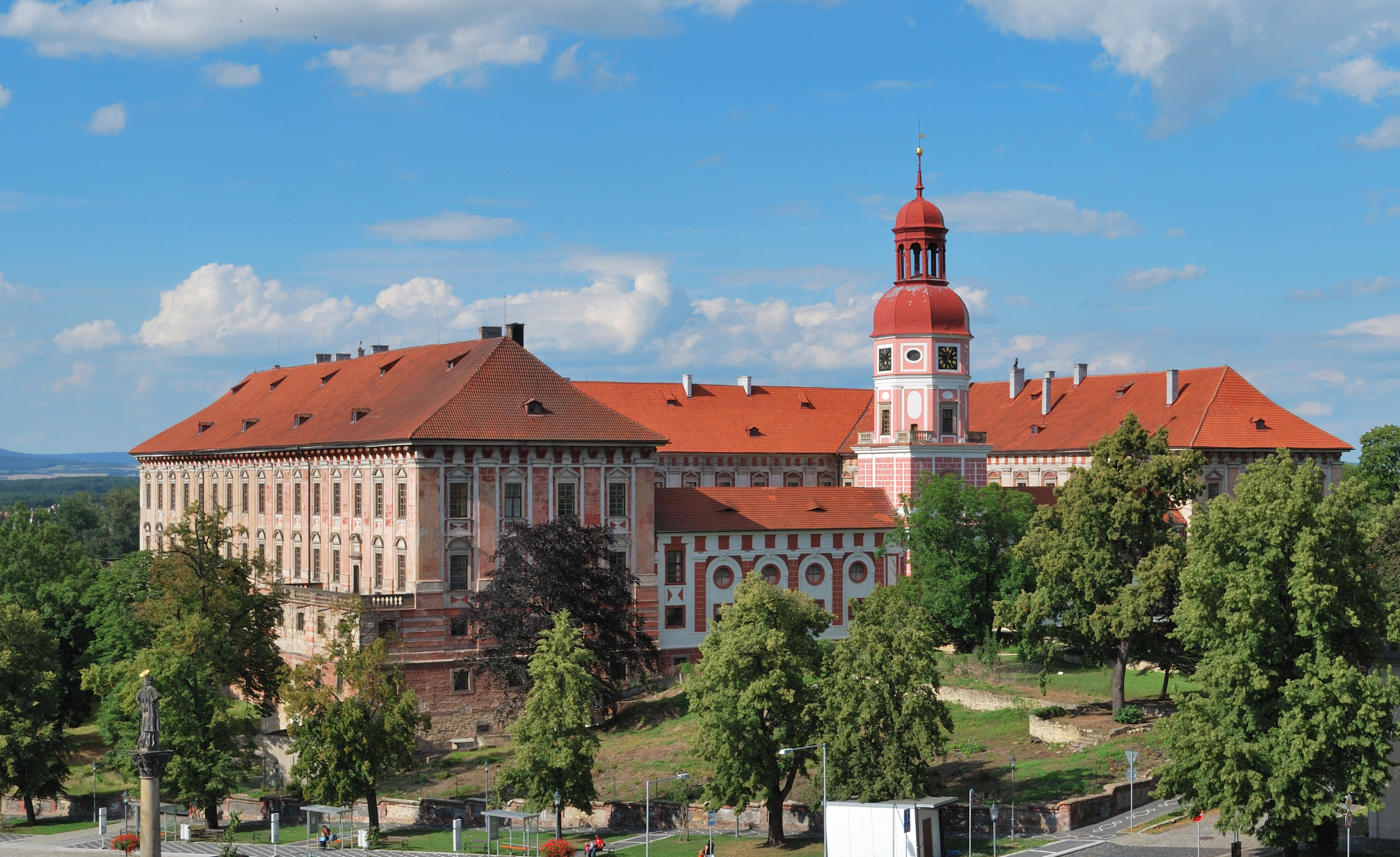
Zámek Roudnice nad Labem

Přestože jako vojevůdce nedosáhl nijak oslnivých výsledků, v závěru třicetileté války dosáhl nejvyšší hodnosti polního maršála císařské armády (28. srpna 1647). Po třicetileté válce žil trvale ve Vídni, kde u císařského dvora patřil k tzv. české straně reprezentované kromě něj například Jindřichem Šlikem nebo Heřmanem Černínem z Chudenic. Po Šlikově smrti byl jmenován prezidentem Dvorské válečné rady (1650–1665). Věnoval se ale spíše diplomacii a politice, zatímco skutečným správcem vojenských záležitostí byl zkušenější důstojník Walter Leslie jako viceprezident Dvorské válečné rady. V letech 1653–1654 pobýval znovu u říšského sněmu v Řezně a v letech 1657–1658 vedl diplomatické zastoupení Českého království k volbě a korunovaci nového císaře Leopolda I. do Frankfurtu nad Mohanem. Své postavení předního diplomata Říše deklaroval slavnostním vjezdem do Frankfurtu s dvanácti kočáry doprovázen Františkem Karlem Libštejnským z Kolovrat a dalšími českými šlechtici. Z Frankfurtu byl počátkem roku 1658 vyslán s diplomatickou misí k mohučskému arcibiskupovi. V následujících letech se zabýval ohrožením Uher ze strany Osmanské říše a 24. března 1664 opět v Řezně podepsal mezinárodní smlouvu mezi říšskými knížaty, Francií a Švédskem o vojenské pomoci proti Turkům. I u nového panovníka měl plnou důvěru a v roce 1665 se stal císařským nejvyšším hofmistrem. Vrcholu kariéry dosáhl v roce 1669, kdy byl jmenován prezidentem Tajné konference a tím pádem prvním ministrem habsburské monarchie. Vedením záležitostí státu byl však pověřován v případě nepřítomnosti panovníka již dříve z titulu funkce nejvyššího hofmistra. 
V letech 1669–1670 měl zásadní podíl na likvidaci Wesselényiho spiknutí a v Uhrách prosazoval nekompromisní postup proti rebeliím. Jako přední poradce Leopolda I. měl značný vliv také na zahraniční politiku, což se mu nakonec stalo osudným. Byl velkým obdivovatelem krále Ludvíka XIV. a směřoval ke spojenectví s Francií, což ale bylo v rozporu se základní linií společné zahraniční politiky španělské i rakouské větve Habsburků, pro něž byla Francie tradičním nepřítelem. Když se k tzv. španělské straně u vídeňského dvora připojila mladá císařovna Klaudie Felicitas, byl kníže Lobkovic v nemilosti odvolán. Po vyšetřování tajné komise byl 19. října 1674 zatčen a následující den odvolán ze všech funkcí. Na rozkaz císaře Leopolda I. byl převezen do svého sídla v Roudnici nad Labem, kde byl další tři roky internován formou domácího vězení. 
Zemřel na zámku v Roudnici nad Labem 22. dubna 1677 ve věku 68 let a byl pohřben v rodové hrobce v kapucínském klášteře v Roudnici nad Labem. 

## Tituly

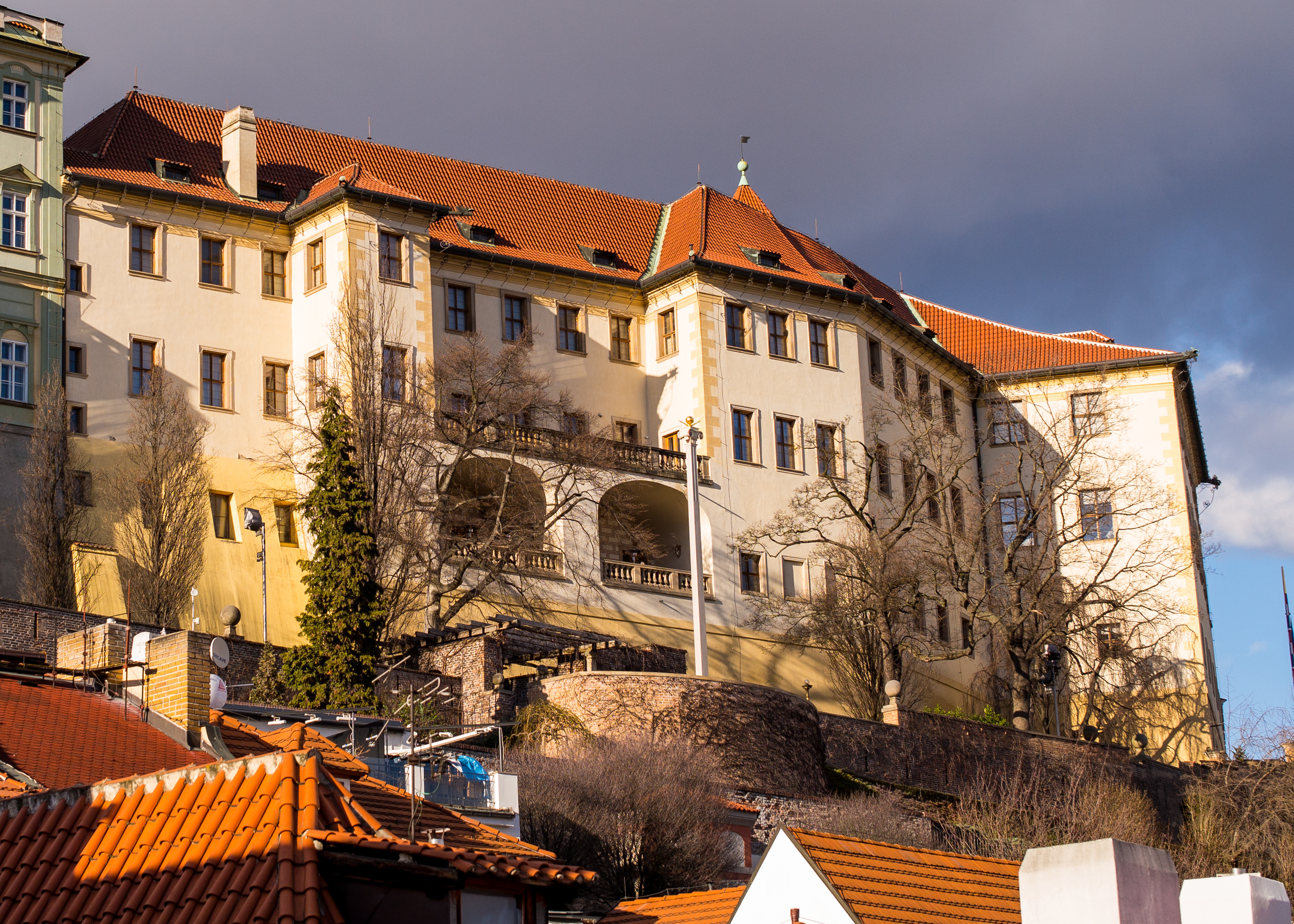
Lobkovický palác v Praze

Po otci zdědil v roce 1628 titul knížete z Lobkovic. V roce 1630 získal titul císařského komorníka a v roce 1644 byl jmenován členem tajné rady. V roce 1644 získal prestižní Řád zlatého rouna. Císař v roce 1641 povýšil jeho říšské panství Neustadt a. d. W. a Störnstein na okněžněné hrabství Sternstein a v roce 1653 jej uvedl do kolegia říšský knížat. V roce 1646 získal knížectví Zaháňské a s ním i vévodský titul.

## Majetek
Po obou rodičích byl Václav Eusebius dědicem několika velkých panství v různých částech Českého království. Po otci Zdeňkovi zdědil v roce 1628 panství Vysoký Chlumec a Jistebnice. V té době byl ještě nezletilý, poručnicí byla ustanovena matka Polyxena z Lobkovic, jako spoluporučníci byli určeni vysocí zemští úředníci Vilém Slavata z Chlumu a Košumberka, Jaroslav Bořita z Martinic, Adam mladší z Valdštejna a vzdálený příbuzný Vilém mladší z Lobkovic. Václav Eusebius tyto majetky fakticky převzal v roce 1632. K panství Vysoký Chlumec patřilo město Sedlčany, městečka Vysoký Chlumec, Krásná Hora nad Vltavou, Sedlec, Kamýk nad Vltavou a 90 vesnic, jednalo se o jeden z největších pozemkových celků ve středních Čechách. K panství Jistebnice v jižních Čechách patřilo 22 vesnic. 
Ještě za života matky Polyxeny převzal v roce 1635 do své správy i její majetkový podíl, jehož základnou bylo severočeské panství Roudnice nad Labem (dědictví po Vilémovi z Rožmberka). Krátce předtím Polyxena koupila panství Kost, které však Václav Eusebius prodal již v roce 1637. K Roudnici nad Labem patřila ještě připojená panství Nelahozeves a Encovany.  Po matce byl převzal také nejstarší rodové sídlo Lobkovice, k němuž patřil zámek Lobkovice a šest vesnic.Po své vzdálené příbuzné Frebonii z Pernštejna, která byla posledním potomkem rodu Pernštejnů, zdědil v roce 1646 panství Litomyšl, které v roce 1649 prodal Maxmiliánovi z Trauttmansdorffu.
Ze sítě mnoha šlechtických sídel na několika panstvích byla jako budoucí knížecí rezidence vybrána Roudnice nad Labem. K původně plánované přestavbě starého roudnického zámku byl v roce 1652 povolán architekt Pietro de Colombo, o rok později přijel do Roudnice Francesco Caratti, který měl velké plány s novou urbanistickou koncepcí celého města. Od roku 1668 byl dvorním lobkovickým stavitelem Antonio della Porta, který nakonec realizoval přestavbu roudnického zámku do jeho současné podoby. Na místě zcela zbořeného hradu byl postaven rozsáhlý zámek se čtyřkřídlou dispozicí kolem uzavřeného dvora disponující 181 místnostmi. Úplného dokončení se zámek dočkal až v roce 1684 již po smrti Václava Eusebia. Antonio della Porta v zámeckém areálu projektoval i další stavby (pivovar, špýchar Podílel se také na lobkovických stavbách v bavorském Neustadtu i na dílčích úpravách zámku Nelahozeves poničeného za třicetileté války vpádem švédských vojsk. Švédové v roce 1644 obsadili také zámek Vysoký Chlumec a i zde se později svými úpravami prosadil Antonio della Porta vybudováním předhradí s barokním mostem.
V Praze měl po rodičích k dispozici dva paláce. Oettingenský palác, zvaný v té době jako Lobkovický dům v Josefské ulici na Malé Straně zdědil po otci v roce 1628 a nechal jej stavebně upravit. Po matce Polyxeně zdědil Lobkovický palác (dříve zvaný Pernštejnský) na Pražském hradě. Tuto pražskou rezidenci v letech 1651–1668 významně přestavěl architekt Carlo Lurago. 
Ze svých majetků zřídil fideikomis, k jehož založení získal v roce 1672 svolení císaře Leopolda I., fakticky k jeho zřízení došlo až závětí Václava Eusebia v roce 1677. Do fideikomisu byly začleněny všechny české statky, panství v Bavorsku i vévodství Záhaňské. Součástí fideikomisu byla také sbírka zbraní na roudnickém zámku. K fideikomisu patřila i roudnická zámecká knihovna, kterou Václav Eusebius částečně zdědil po předcích, již od třicetileté války sám obohacoval knižní fond vlastními akvizicemi. Podle inventáře z roku 1678 po jeho úmrtí činil rozsah knihovny téměř 3000 knih.

## Manželství a rodina

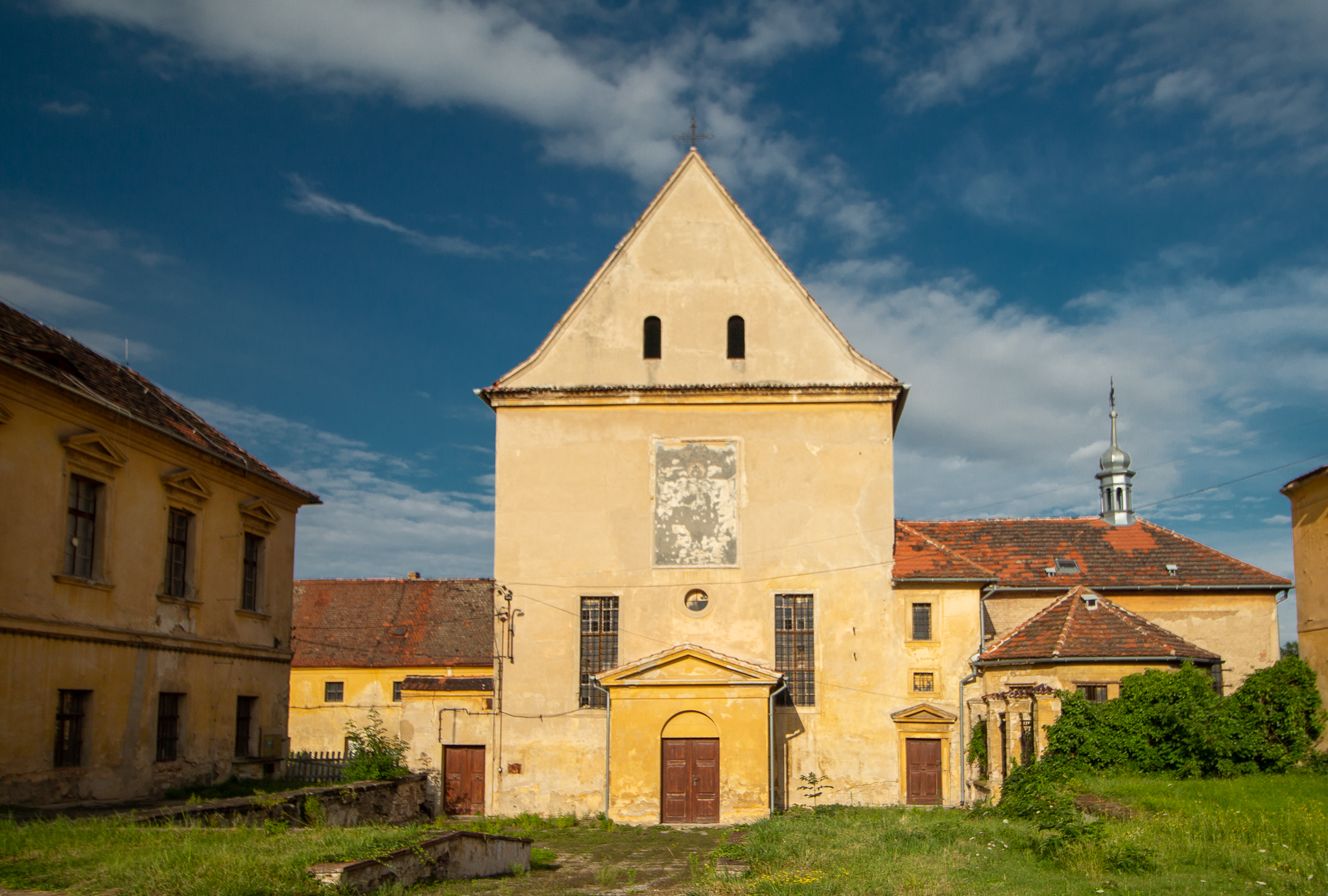
Kapucínský klášter v Roudnici nad Labem s rodovou hrobkou Lobkoviců

Václav Eusebius byl dvakrát ženatý. Jeho první manželkou se 3. listopadu 1638 stala Johana, rozená Myšková ze Žlunic (1600 – 17. ledna 1650, pohřbena v kapucínském kostele sv. Václava v Roudnici nad Labem), dcera Karla Častovce Myšky ze Žlunic († 1602) a Magdaleny Kaplířové ze Sulevic († 1617), vdova po Václavu Štastném Pětipeském z Chýš a Egerberka († 1638). Manželství zůstalo bezdětné.
Jeho druhou manželkou se 20. ledna 1653 stala evangelička Augusta Žofie falckraběnka na Rýně ze Sulzbachu (22. listopadu 1624 – 30. dubna 1682 Norimberk), dcera Augusta Bavorského (1582–1632), falckraběte rýnského ze Sulzbachu, a Hedviky princezny z Holštýnsko-Gottorpské (1603–1657). Narodilo se jim pět dětí:
- 1. syn (*/† 31. ledna 1654)
- 2. Ferdinand August Leopold (7. září 1655, Neustadt an der Waldnaab – 3. října 1715, Vídeň), vévoda zaháňský, 3. kníže z Lobkovic, nejvyšší hofmistr císařovny Amálie Vilemíny Brunšvicko-Lüneburské 1699–1708, I. manželka 1677 Klaudie Františka z Nassau-Hadamaru (6. června 1660 – 6. března 1680), II. manželka 1680 Marie Anna Vilemína z Baden-Badenu (1655–1701), III. manželka 1703 Marie Filipína z Althannu (1670–1706), IV. manželka 1707 Marie Johana ze Schwarzenbergu
- 3. Filip Ferdinand Adalbert (12. září 1656 – 2. ledna 1659)
- 4. Marie Hedvika Žofie (30. dubna 1658 – 24. března 1660)
- 5. František Vilém Ignác (15. září 1659 – 6. ledna 1698)

Mezi přímé potomky Václava Eusebia z Lobkovic patří např. ruský car Mikuláš I., ale také anglický král Jiří VI. (a tedy i jeho dcera Alžběta) anebo princ Filip, vévoda z Edinburghu. Současný britský král Karel III. je tedy přímým potomkem Václava Eusebia ze strany obou rodičů.